# Юрай Кледровець
Юрай Кледровець (словац. Juraj Kledrowetz; 6 липня 1970, м. Ліптовски Мікулаш, ЧССР) — словацький хокеїст, захисник. 
Вихованець хокейної школи ХК «32 Ліптовски Мікулаш». Виступав за ХК «32 Ліптовски Мікулаш», ХК «Кошице», ХК «Попрад».
У складі національної збірної Словаччини провів 50 матчів (5 голів), учасник чемпіонату світу 1994 (група C).

## Досягнення
- Чемпіон Словаччини (1996, 1999, 2009), срібний призер (1997, 2003, 2008, 2011), бронзовий призер (2002, 2007).